# Farmacia storica dell'Ospedale Sant'Agostino
La farmacia dell'Ospedale Sant'Agostino è una farmacia storica che ha sede in largo Sant'Agostino 228 a Modena, all'interno dell'ex Ospedale Sant'Agostino.

## Storia
La Farmacia dell'Ospedale Sant'Agostino risale alla seconda metà del XVIII secolo. Fu aperta poco dopo l'inaugurazione del complesso ospedaliero, nel 1758, una costruzione fortemente voluta dal duca Francesco III d'Este nel quadro di un rinnovamento urbanistico generale della città, secondo gli ideali di razionalità settecenteschi. Alla Farmacia furono assegnate due stanze dell'ospedale, situate all'angolo tra largo Sant'Agostino e la contrada della Cerca (oggi via Bernardo Ramazzini). All'inizio del Novecento iniziarono le trattative tra il Comune di Modena e la Congregazione di Carità - entrambi impegnati nell'assistenza degli ammalati e dei poveri - per la gestione diretta della Farmacia, che nel 1917 divenne comunale. È rimasta attiva fino al 1990 ed è stata riaperta al pubblico nel 2011 dopo un intervento di restauro condotto dalla Direzione Regionale per i Beni Culturali e Paesaggistici dell'Emilia Romagna, co-finanziato dal Ministero per Beni e le Attività Culturali, con i fondi del gioco del lotto, e dalla Fondazione Cassa di Risparmio di Modena.

## Gli interni

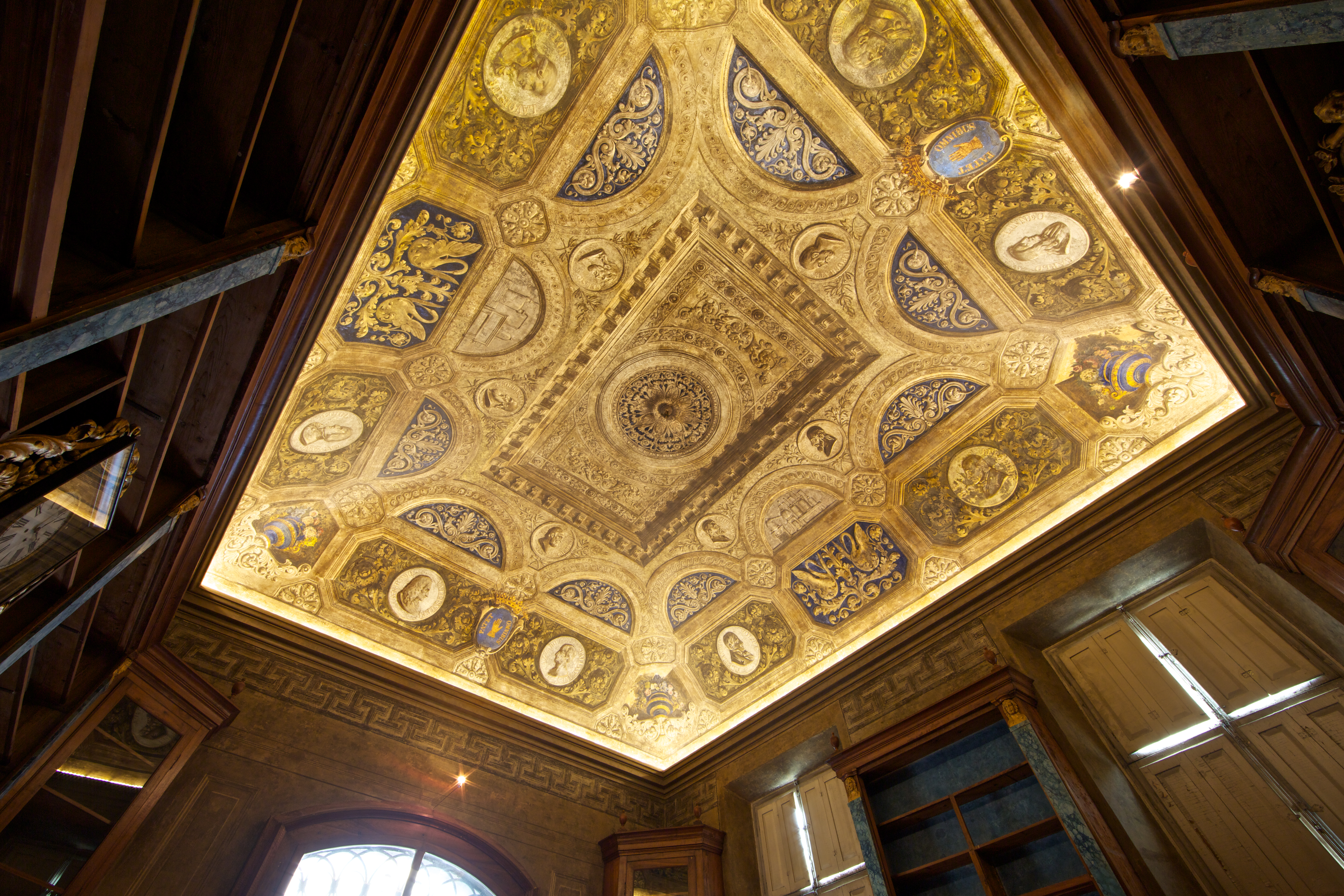
Volta affrescata della farmacia storica

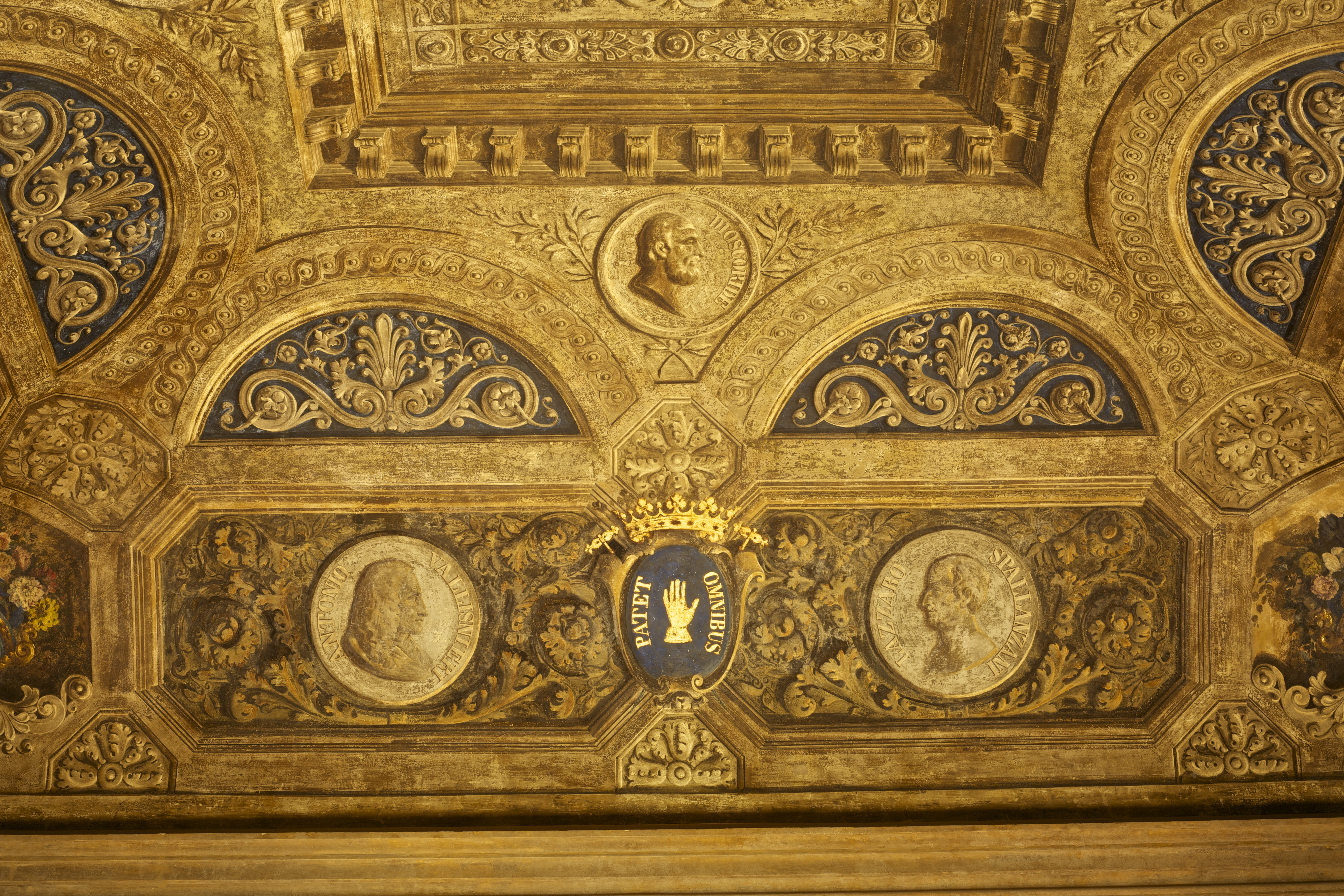
Dettaglio della decorazione della volta: nei tondi, da sinistra, Antonio Vallisneri, Lazzaro Spallanzani e, in alto, Dioscoride.

La decorazione della volta si colloca negli anni Cinquanta del XIX secolo ed è opera degli artisti Camillo Crespolani, Luigi Manzini e Antonio Magnani. In uno dei medaglioni raffiguranti scienziati illustri è rappresentato, infatti, Jons Jacob Berzelius, che morì nel 1848. L'altro estremo di questa possibile datazione è rappresentato dalla morte del pittore Camillo Crespolani, avvenuta nel 1861. Crespolani e Manzini lavoravano spesso insieme in quel periodo: condivisero, fra l'altro, gli affreschi dei soffitti del Palazzo Ducale. La decorazione della Farmacia fu commissionata dall'allora gestore, Bartolomeo Tacchini, che avrebbe fatto eseguire direttamente anche i restauri degli scaffali, provenienti da una spezieria preesistente in via della Cerca, e l'acquisizione di parte del vasellame. L'apparato decorativo mostra l'uso di diversi lessici artistici, "rivisitati" secondo il gusto eclettico ottocentesco. Echi quattrocenteschi si rinvengono nei fregi (girali ad ovuli), il Cinquecento emerge nelle lunette e nella disposizione angolare dei vasi di fiori, mentre il Settecento affiora nelle cornici geometriche che corrono lungo il perimetro della stanza. Al centro della volta è ancora visibile un tondo da cui discendeva il sistema di illuminazione a gas, qui sperimentato nel 1871 e poi esteso a tutto l'ospedale. In sei piccoli tondi sono rappresentati uomini di scienza della tradizione classica: Ippocrate, Dioscoride, Celso, Galeno, Teofrasto, Avicenna. In tondi più grandi compaiono quelli moderni: Andrea Cesalpino, Lazzaro Spallanzani, Luigi Galvani, Lavoisier, Berzelius, Antonio Vallisneri, Linneo, Alessandro Volta. In due medaglioni spicca la grande mano aperta con il motto della Congregazione di Carità "Patet omnibus", che sta a significare che l’assistenza in tutte le sue forme è aperta a tutti coloro che ne abbiano bisogno.  Tra gli oggetti originari che sono stati ricollocati all'interno della Farmacia ci sono un orologio del XIX secolo, una tavoletta raffigurante due putti e una riproduzione della Madonna della seggiola di Raffaello Sanzio, opera di Camillo Crespolani. Secondo un inventario dell'epoca, all'interno della Farmacia si trovavano più di cento vasi di maiolica e mortai di bronzo e e di marmo. Pochi esemplari sono conservati presso i Musei Civici di Modena.

## Percorso espositivo
La Farmacia dell'ex ospedale Sant'Agostino fa parte del percorso di visita di AGO Modena Fabbriche Culturali che comprende l'atrio e i cortili dell'ex ospedale, il teatro anatomico e l'antistante chiesa di Sant'Agostino. Gli spazi sono aperti al pubblico gratuitamente.